# 니시루베시베역
니시루베시베역(일본어: 西留辺蘂駅)은 일본 홋카이도 기타미시에 위치한 홋카이도 여객철도 세키호쿠 본선의 철도역이다. 역 번호는 A56이며, 단선 승강장 1면 1선의 구조를 갖춘 지상역이다.

## 역 주변
- 기타미 시립 루베시베 초등학교
- 기타미 시립 루베시베 중학교
- 기타미 시립 루베시베 고등학교

## 역사
- 2000년 4월 1일 : 영업 개시

## 인접 역
| 세키호쿠 본선                    | 세키호쿠 본선   | 세키호쿠 본선              |
| -------------------------------- | --------------- | -------------------------- |
| A53 이쿠타하라 신아사히카와 방면 | ■ 세키호쿠 본선 | 루베시베 A56 아바시리 방면 |